# Турчанінова Наталья Володимирівна
Наталья Володимирівна Турчанінова (рос. Турчанинова Наталья Владимировна, 18 травня 1976, Москва, РФ) — російська письменниця, яка пише у жанрі фентезі. Постійний співавтор Олексія Пєхова, Олени Бичкової.  Член Союзу письменників РФ.
Дебютний роман «Рубін Карашехра» (у співавторстві з Оленою Бичковою), перший у однойменній трилогії про янголів та демонів, у 2004 р. отримав нагороду «Срібний кадуцей» на Міжнародному фестивалі фантастики «Зоряний міст», а також видавничу премію «Кинджал без імені» від видавництва «Армада» у номінації кращий дебют року.
Роман «Променистий» (останній у трилогії «Рубін Карашехра») був названий «Книгою Року» журналом «Світ Фантастики» у 2007 р., як найкраще продовження російського циклу.
Найбільш популярний цикл «Кіндрет» (у співавторстві з О. Бичковою та О. Пєховим). Міське фентезі у сучасних реаліях – про вампіра-емпата Дареле, який володіє унікальними можливостями та відчуває себе людиною, а також широкою мережею вампірських кланів, які ведуть постійну боротьбу за владу. Перша книга циклу – «Кіндрет. Кровні брати» – отримала літературну премію «Мандрівник» у 2006 р. як краще міське фентезі 2001-2005 рр.
У 2013 р. професійну літературну премію «Мандрівник» отримав роман «Іноді вони помирають», що був написаний за особистих вражень авторів від Еверест-треку у Гімалаях – підйому на 5500 м до базового табору Евереста.
Сценарист комп’ютерних ігор, у тому числі «King’s Bounty. Легенда про лицаря» та доповнення «Heroes of Might and Magic V» (у співавторстві з О. Бичковою та О. Пєховим).

## Біографія
Наталья Турчанінова народилася 18 травня 1976 року у Москві. Закінчила середню школу. Навчалась у класі з поглибленим вивченням літератури. Закінчила університет з відзнакою. За фахом – дитячий психолог.
Брала участь у видавництві «Енциклопедія для дітей» від видавництва «Аванта+».
Перша літературна публікація (оповідання «Сніговий тигр») відбулась у 2000 р. в інтернет-журналі молодих російських письменників «Пролог» при Міністерстві культури РФ. Дебютний роман «Рубін Карашехра» вийшов у 2004 р. у видавництві «Альфа-книга».
Працює з ним у постійному співавторстві з фантастами – Оленою Бичковою та Олексієм Пєховим.

## Особисте життя
Захоплюється гірським трекінгом та фотографією. Разом з співавторами пройшла Еверест-трек (висота 5550 м) та Аннапурна-круг (5416 м).
Часто подорожує різними країнами світу. Використовує враження від мандрівок для написання нових своїх книг.

## Нагороди та премії
- 2013 р. — премія «Мандрівник» за роман «Іноді вони помирають» (рос. Иногда они умирают)
- Медаль ім. О. С. Грибоєдова. За досягнення в літературі
- Медаль ім. М. В. Гоголя. За розвиток загальнослов’янських культурних традицій та гуманізм у творчості
- 2007 р. — «Книга року» в номінації «краще продовження російського фентезі» за версією журналу «Світ фантастики» за роман «Променистий»
- 2006 р. — премія «Мандрівник» за роман «Кіндрет. Кровні брати».
- 2005 р. —  «Королівський Золотий» за оповідання «Шанс»
- 2004 р. —  «Срібний кадуцей» за роман «Рубін Карашехра»
- 2004 р. —  «Кинджал без імені» за роман «Рубін Карашехра»

## Творчість

### Романи
- 2012 р. —  «Іноді вони помирають» (рос. Иногда они умирают) — співавтор О. Бичкова

Трилогія «Рубін Карашехра» (рос. Трилогия «Рубин Карашэхра»)
- 2004 р. —  «Рубін Карашехра» (рос. Рубин Карашэхра) — співавтор О. Бичкова
- 2005 р. —  «Заручники Світла»(рос. Заложники Света) — співавтор О. Бичкова
- 2007 р. —  «Променистий»(рос. Лучезарный) — співавтор О. Бичкова

Тетралогія «Кіндрет» (рос. Тетралогия «Киндрэт»)
- 2005 р. —  «Кровні брати» (рос. Кровные братья) — співавтори О. Бичкова, О. Пєхов
- 2007 р. —  «Чаклун з клану Смерті» (рос. Колдун из клана Смерти) — співавтори О. Бичкова, О. Пєхов
- 2009 р. —  «Засновник» (рос. Основатель) — співавтори О. Бичкова, О. Пєхов
- 2010 р. —  «Нові боги» (рос. Новые боги) — співавтори О. Бичкова, О. Пєхов

Ділогія «Заклинателі» (рос. Дилогия «Заклинатели»)
- 2011 р. —  «Заклинателі» (рос. Заклинатели) — співавтори О. Бичкова, О. Пєхов
- 2014 р. — «Пастка для духу»  (рос. Ловушка для духа) — співавтори О. Бичкова, О. Пєхов

Цикл «Майстер снів» (рос. Цикл «Мастер снов»)
- 2014 р. — «Майстер снів» (рос. Мастер снов) — співавтори О. Бичкова, О. Пєхов
- 2015 р. — «Творець кошмарів»  (рос. Создатель кошмаров) — співавтори О. Бичкова, О. Пєхов
- 2017 р. — «Еринери Гіпносу»  (рос. Эринеры Гипноса) — співавтори О. Бичкова, О. Пєхов

### Повісті та оповідання
Збірка «Шанс» 
- 1999 р. — «Сніжний тигр» (рос. Снежный тигр) — у співавторстві з О. Бичковою
- 2007 р. — «Ніч літнього сонцестояння» (рос. Ночь летнего солнцестояния) — у співавторстві з О. Бичковою, О. Пєховим
- 2009 р. — «Свято духів» (рос. Праздник духов) — — у співавторстві з О. Бичковою
- 2002 р. — «Двоє з розбитого корабля» (рос. Двое с разбитого корабля) — у співавторстві з О. Бичковою
- 2001 р. — «Перо з крила ангела» (рос. Перо из крыла ангела) — у співавторстві з О. Бичковою
- 1991 р. — «За п'ятнадцять сьома» (рос. Без пятнадцати семь) — у співавторстві з О. Бичковою
- 2000 р. — «Рів Д’Арт» (рос. Рив Д’Арт) — у співавторстві з О. Бичковою
- 1998 р. — «Glorioza Superba»— у співавторстві з О. Бичковою
- 2009 р. — «Трохи спокою під час чуми» (рос. «Немного покоя во время чумы) — у співавторстві з О. Бичковою, О. Пєховим
- 2003 р. — «Шанс» (рос. Шанс) — у співавторстві з О. Бичковою
- ???? р. — «Темний мисливець» (рос. Тёмный охотник) — повість-приквел по світу нічної Столиці; у співавторстві з О. Бичковою, О. Пєховим
- 2003 р. — «Безцінна нагорода» (рос. Бесценная награда) (2003) — повість, на основі якої була пізніше написана трилогія «Рубін Карашехра», у співавторстві з О. Бичковою
- 2000 р. — «Зцілення» (рос. Исцеление) — у співавторстві з О. Бичковою
- 2000 р. — «Північна країна» (рос. Северная страна) — у співавторстві з  О. Бичковою *2000 р. — «Юна троянда» (рос. Юная роза) — у співавторстві з О. Бичковою

## Цікаві факти
- Ілюстрації до книг О. Бичкової та Н. Турчанінової створює художник Володимир Бондарь
- Разом з О. Пєховим та О. Бичковою брала участь у створенні сценарію до комп’ютерної гри — «King’s Bounty. Легенда про лицаря»
- Роман «Кровні брати» був перекладений англійською та випущений у вересні  2010 р. у США видавництвом TOR. Перекладач — Ендрю Бромфілд (Adrew Blomfield).